# Greu, de azi pe mâine... sau unchiul și nepotul
Greu, de azi pe mâine... sau unchiul și nepotul este o operă literară scrisă de Ion Luca Caragiale. 